# Philipp Jakob von Balthasar
Philipp Jakob von Balthasar (* 27. Februar 1726 in
Greifswald; † 29. Juli 1807 in Bartmannshagen) war ein deutscher Theologe, Pfarrer und Kirchenhistoriker.

## Leben
Philipp Jakob von Balthasar entstammte der pommerschen Familie Balthasar, aus der verschiedene Theologen, Juristen und Gelehrte hervorgingen. Er war der zweite Sohn des Generalsuperintendenten von Schwedisch-Pommern Jakob Heinrich von Balthasar aus dessen Ehe mit Catharina Margaretha Zeidler († 6. November 1756). Er wurde zunächst im Haus der Eltern unterrichtet und besuchte die Greifswalder Stadtschule. Anschließend studierte er an der Universität Greifswald und ab 1752 an der Universität Göttingen. Nachdem er aus Göttingen zurückgekehrt war, wurde er in Greifswald zum Magister und Doktor der Philosophie promoviert.
Als Privatdozent hielt er mehrere Jahre lang an der Greifswalder Universität Vorlesungen und predigte anstelle seines Vaters in der Jacobikirche. 1761 wurde er zum Gehilfen des Grimmener Pfarrers Christian Brunst bestimmt. Er war seit 1763 verheiratet mit Caroline Wilhelmine Luise Brunnemann, Tochter des Bergener Präpositus Christian Anton Brunnemann. 1768 wurde er Nachfolger von Brunst und übernahm als Präpositus die Pfarrstelle an der St. Marienkirche, wo er bis zu seinem Tode wirkte.
Er befasste sich mit Ökonomie und Landwirtschaft und wandte seine Erkenntnisse auf dem zur Pfarrstelle gehörenden Gut in Bartmannshagen an. Er schrieb Aufsätze für das Hannoversche Magazin und eine Geschichte der Grimmener Synode. Letztere enthielt die Biographien früherer Prediger sowie historisch-statistische Angaben zur Synode seit Einführung der Reformation in Pommern. Dabei stand ihm das Archiv der Generalsuperintendentur für Schwedisch-Pommern zur Verfügung. Die vom Vater geerbte umfangreiche Bibliothek wurde nach Philipp Jakobs Tod verkauft und dabei zerstreut.
Seine Tochter Charlotte Friedrike Sophie (1773–1857) war die Urgroßmutter des Flugpioniers Otto Lilienthal.